# Finanční náklady
Finanční náklady tvoří v účetnictví firem účtovou skupinu 56 a patří mezi ně prodané cenné papíry a podíly, úroky, kurzové ztráty, náklady z přecenění reálnou hodnotou a ostatní finanční náklady.
Většina rozhodnutí v podniku se zakládá na srovnání nákladů a výnosů, neboli kolik bude stát pořízení určité věci a kolik užitku přinese, respektive za kolik ji lze prodat. Jsou porovnávány tržby (výnosy), které výroba nového produktu přinese s náklady souvisejícími se zavedením produktu do výroby, jeho výrobou a samotným prodejem.

## Účetní pojetí nákladů
Finanční účetnictví definuje náklad jako spotřebu hodnot v daném období, vyvolanou tvorbou podnikových výnosů. Náklady musí souviset s výnosy v daném účetním období. To je zajištěno tzv. časovým rozlišením nákladů a výnosů, které spočívá v převedení některých nákladových a výnosových položek do dalšího účetního období. Těmto položkám se pak říká přechodné.

## Manažerské pojetí nákladů
Na rozdíl od účetního pojetí nákladů pracuje manažerské pojetí nákladů s:
1. Ekonomickými náklady (skutečné, relevantní náklady), které obsahují i tzv. oportunitní náklady. „Oportunitní (alternativní) náklady jsou částka peněz, která je ztracena, když zdroje (práce, kapitál) nejsou použity na nejlepší možnou alternativu.“[2] Jako příklad lze uvést ušlé úroky z vlastního kapitálu, který použijeme k založení podniku.
2. Přírůstkovými náklady. Tzn., že při rozhodování se počítá pouze s náklady, které jsou rozhodnutím přímo ovlivněny. Zbývající náklady jsou náklady utopené, jelikož je možné je považovat za nepodstatné při rozhodování.
3. Krátkodobým a dlouhodobým pohledem na náklady a jejich vývoj.

V krátkodobém pohledu je vždy alespoň jeden výrobní činitel (input) neměnný (fixní), část nákladů je tedy i s rostoucím výstupem stejná. Je nutné předpokládat neměnné ceny vnějších podmínek, např. cen dodavatelů. Ostatní výrobní činitele jsou proměnné (variabilní). Fixní činitele (např. budovy, stroje) vyvolávají fixní náklady (tyto náklady má firma, i když vůbec nevyrábí), variabilní činitele (např. spotřebovaný materiál, spotřebovaná energie) vyvolávají vznik variabilních nákladů. Celkové náklady se v tomto pohledu rovnají součtu fixních a variabilních nákladů.
Dlouhodobý pohled bere všechny náklady jako variabilní. Neexistují zde fixní náklady.

## Nákladové funkce
„Nákladové funkce vyjadřují matematickou formou vztah mezi náklady a objemem výroby (output) podniku.“ Tyto funkce mohou mít různé tvary. Část variabilních nákladů se s rozsahem výroby mění proporcionálně. Tyto náklady se v grafu zobrazují přímkou a lze je zjistit analýzou nákladového účetnictví. Tempa růstu nákladů a rozsahu činnosti by měla být v tomto případě stejná. Část variabilních nákladů, která se se změnou rozsahu mění nadproporcionálně, je v řízení podniku často chápána jako zvýšení proporčních nákladů např. zvýšené mzdy za přesčasy. Podproporcionální vývoj nastává, když náklady rostou pomaleji než vyráběné množství.

## Náklady na zásoby
Problémem správného vedení zásob je najít správný poměr mezi rizikem a finanční náročností. Existující zásoby snižují riziko narušení výrobních procesů, na druhou stranu zvyšují vázanost finančních prostředků v těchto zásobách. Pokud se sníží současné stavy zásob, sníží se tím i finanční prostředky, které zásoby v sobě vážou; současně ale stoupne riziko narušení výrobního procesu nebo zvýšení nákladů vyvolané například urgentním hledáním dodavatele při nedostatku zásob. Náklady způsobené nedostatkem zásob se nazývají náklady z nedostatku zásob. Tyto náklady se velice špatně zjišťují, protože většinou neexistují dostatečné podklady pro jejich zjištění a vyčíslení, a také se velmi špatně interpretují. Jako příklad těchto těžko vyčíslitelných nákladů lze uvést ztrátu důvěry zákazníka či ztrátu pozice na trhu.
Náklady na zásoby je možné rozčlenit do dvou základních skupin (např. pro EOQ model optimalizace ):
1. Náklady na skladování a udržování zásob
2. Náklady na vyřízení dodávky

### Náklady na skladování a udržování zásob
Mezi tyto náklady je možné zařadit například:

#### Pojistné a poplatky
Pojistné pokrývá nebezpečí vyplývající z uskladnění. Jeho výši určuje pojišťovna a výše pojistného je dána hlavně druhem uskladněného zboží. Poplatky jsou určeny především předpisy v dané lokalitě a většinou se jejich výše určuje procentní sazbou z hodnoty skladovaného zboží

#### Skladovací náklady
Skladovací náklady nejsou závislé na ceně zásob. Jedná-li se o vlastní sklad, náklady zahrnují:
- Roční odpisy
- Náklady na energii
- Mzdové náklady
- Náklady na údržbu

Jde-li o pronajatý sklad, bývá cena zpravidla vyšší. Určuje ji pronajímatel a konkrétní výše nákladů je určována výší nájemného.

#### Skladovací ztráty
„Skladovací ztráty se určují na základě zkušeností z minulého období (zpravidla metodou prognózování), avšak jen v případech, pokud nejsou kryty pojištěním zásob (jinak by mohlo docházet ke zdvojení nákladů).“ Výše těchto ztrát se určuje v hodnotovém vyjádření nebo procentní sazbou.

#### Ztráty způsobené vázáním kapitálových prostředků
U ztrát způsobených vázáním kapitálových prostředků je velmi těžké odhadnout náklady na udržování zásob. Skladované zásoby v sobě vážou určité finanční prostředky, proto se výše ztrát určuje úrokovou sazbou. Ta se pohybuje okolo aktuální sazby u nezbytně nutných zásob, až po sazbu okolo 25 % u zásob udržovaných ze spekulativních důvodů, které s sebou nesou větší riziko.

### Náklady na vyřízení dodávky
Náklady na vyřízení dodávky se skládají z nákladů na převzetí a kontrolu zásilky, nákladů na zhotovení a expedici objednávky, náklady na zpracování dokumentace atd. Výše těchto nákladů se opět určuje z nákladů předchozích období.